# جيمس هنري تايلور
جيمس هنري تايلور (بالإنجليزية: James Henry Taylor)‏ هو رياضياتي أمريكي، ولد في 21 فبراير 1893، وتوفي في 30 مارس 1972.